# 若獅子茂憲
若獅子 茂憲（わかじし しげのり、1948年5月4日 - ）は、青森県上北郡上北町（現・同郡東北町）出身で二子山部屋に所属した元大相撲力士。本名は和田 耕三郎（わだ こうざぶろう）。現役時の体格は174cm、130kg。得意手は突っ張り、押し、蹴手繰り。目が非常に細かった事から、愛称は座頭市。入門前の転居した回数の多さや、引退後、数々の年寄名跡を襲名した事から「渡り鳥」の異名を持った。最高位は東小結（1976年9月場所）。

## 来歴
出生地は青森県だが、父・孫七（トレーラー運転手）と母・梅子（農業）の仕事上の都合で幼い頃から全国各地を転々としていた。中学時代は東京都港区で過ごし、港区立芝浜中学校では剣道部に所属。港区の大会で上位に入賞するなど活躍した。スポーツ推薦で東海大学付属高輪台高等学校への進学が内定していたが、急に力士を志し、母親の知人から時津風部屋所属の立田川（元横綱・鏡里喜代治）を紹介された。だが、身長が基準に達していなかった事もありあっさりと断られた。しかし力士志望は変わる事がなく、今度は二子山部屋に出向き二子山（元横綱・若乃花幹士 (初代)）に入門を直訴。試しに若い力士と1番取って勝ったため入門を許可され、中学卒業後に二子山部屋に入門。1964年5月場所、16歳で初土俵を踏んだ。同期の初土俵には、後の関脇・金剛正裕や小結・玉輝山正則らがいる。
小兵でやや三段目から幕下に昇進するまで時間がかかったが、着実に番付を上げていった。1971年1月場所、22歳で十両に昇進。十両に定着しかけた矢先、同年7月場所中に盲腸炎に罹り途中休場を余儀なくされ、翌9月場所では幕下に陥落した。しかし同場所、7戦全勝で幕下優勝を果たし1場所で十両に復帰。その後は順調に番付を上げてゆき、1973年1月場所、24歳で入幕を果たした。新入幕の場所は5勝10敗の大敗で十両に陥落、その後2年半ほどは幕内上位･中位と十両を2度往復したが、1975年9月場所で4度目の入幕を果たすと以降17場所連続で幕内の地位を維持した。
小兵だが、立合い一瞬の蹴手繰りや立合いから回転の速い突っ張りで動き回って引き落としや蹴返しを決めるといった堂々たる取り口だった。また右前褌を取り、一気に攻め込む正攻法の相撲も時折見せた。1976年3月場所では、西前頭13枚目で11勝4敗の好成績を挙げた（三賞受賞は逸している）。この場所では若獅子の他、旭國斗雄（東関脇、13勝2敗で西横綱・輪島大士との優勝決定戦に敗れたものの技能賞を受賞、場所後大関に昇進した。）・鷲羽山佳和（東小結、10勝5敗で敢闘賞受賞。）・北瀬海弘光（西前頭11枚目、11日目に輪島を破り金星を挙げるなど12勝3敗で殊勲賞受賞。）と小柄な力士達が揃って活躍して優勝争いを盛り上げ、「小兵力士旋風」が吹き荒れた。そして同年7月場所では東前頭6枚目で三重ノ海剛司や大受久晃を破るなど11勝4敗の好成績を挙げ、生涯唯一の三賞となる敢闘賞を受賞。三役昇進当確の星を挙げて翌9月場所、初めて小結に昇進した。しかし、3勝12敗と大敗を喫し1場所で平幕に陥落。三役経験は結局この1場所だけに終わっている。以降は前頭上位～中位での土俵が続き、1978年7月場所では3年ぶりに十両に陥落した。その後、十両上位～中位で何度か好成績を残すも番付運に泣かされ、1981年7月場所で再び入幕するまで3年以上かかってしまった。1982年7月場所中、右膝を故障。それ以降、本来の相撲がまったく取れなくなり怪我と戦いながらの相撲が続いた。そして1983年3月場所は西十両9枚目の地位で迎えたが、膝の調子が思わしくなく途中休場もあったため5勝8敗2休と関取の地位を維持するには困難な成績となり、場所後に35歳で現役を引退した（但し、5月場所の番付発表後に引退を表明したため、同場所の番付には東幕下2枚目に「若獅子」の名が載っている）。
引退後は年寄・鳴戸を借株で襲名し二子山部屋の部屋付き親方として後進の指導に当たり、協会内では指導普及部委員を務めた。年寄として13年間、最初の鳴戸から数えて、全部で11の名跡を借株で襲名した（次項詳述）。1996年7月場所を最後に廃業し日本相撲協会を去った。最後は名跡を借りていた関係もあるのか、同門の峰崎部屋に部屋付き親方として移籍していた。なお、現在借株の親方は主任以上には昇格できないが、当時は昇格できたため、協会内での職務は指導普及部委員だった。
その後は廃業直前に移籍した峰崎部屋のコーチを一時務めた。後に相撲界から離れ東京都杉並区（東京メトロ丸ノ内線荻窪駅と南阿佐ケ谷駅の中間あたり）で「讃岐うどん和田」を経営したが、現在は閉店している。

## 年寄として、11の借株
引退後最初に襲名した鳴戸から、1986年1月に年寄・峰崎に名跡を変更すると同年9月には荒汐を名乗り、さらに翌年以降は小野川など年寄名跡をすべて借株で襲名し、その総数は11に達した。最終的に廃業するまでの短期間は、当時、元大関･小錦八十吉が取得していた佐ノ山の株を借りていたが、借りる直前の1995年11月場所中、同部屋の隆三杉が引退し、年寄･藤島を襲名したため、隆三杉引退の時点で廃業の可能性もあり、一旦は、理事会で廃業が決まりかけたが、佐ノ山への名跡変更が承認された。
引退に際しては、同門の二所ノ関一門から始まり、時津風→出羽海→高砂と各一門から借株を渡り歩いた。空き名跡が当時なかったためか、唯一、立浪・伊勢ヶ濱連合（現在の伊勢ヶ濱一門）から名跡を借りることはなかった。
千賀ノ浦を名乗っていた頃に、春日野部屋に挨拶に来た際に、同部屋の親方衆から「あいつの名前、今、何だっけ？」と言うやり取りがあったというエピソードが残っている。また、同時期にやはり借株を続けていた親方には元幕内・吉の谷彰俊がいて、若獅子の千賀ノ浦時代と竹縄時代に名跡変更に関わっている。
名跡を借りていた期間は名跡の持ち主の引退も関わってくるので短い時には4ヶ月～8ヶ月前後だが、一門の株を借りていた関係もあってか、鳴戸、湊川、藤島を名乗っていた頃は1年以上、名跡を借りていた。特に、最初に鳴戸を借りていた時は襲名から隆の里俊英引退まで、親方生活13年間で最長の実に2年9ヶ月、親方時代晩年、藤島を名乗っていた時は師匠交代直後で、名跡の取得者も正式に決まっていなかったのか、それに次いで、長く、2年8ヶ月襲名していた。一門外では竹縄の株も吉の谷の名跡変更まで1年間、名乗っていた。
また同じ一門であっても、1年以内の借株に留まることもあった。花籠の際には後に花籠部屋を再興する太寿山忠明の引退（1991年5月場所限り）によって名跡変更が決まったものである。さらに芝田山の際も、取得者である大乃国康が引退（1991年7月場所中）し、横綱特権として5年期限付きの年寄・大乃国を襲名している期間中、暫定的に借りていたという事情があった。また、当時の師匠二子山親方と実弟で弟弟子の藤島親方が名跡交換、両部屋を吸収合併することになり、その段階で廃業も考えたと言うが、先師から「二子山を助けて欲しい」と促され、師匠の定年後、藤島に名跡変更、佐ノ山襲名、峰崎部屋移籍まで、二子山部屋付となったという。

## エピソード
- 現役時代、暑いよりも寒い方が好きであった[2]。
- 稽古後にはコーラやサイダーを好んで飲んでいた[2]。
- 現役時代のある時、1回部屋の風呂の湯船へ逆さまに落ちたことがある[2]。
- 前述したとおり目が小さいため、電車に乗ると子供が「あっ、あのお相撲さん、目がない」ということがあった。そのため幕下時代はそれを嫌がり、金がなくてもタクシーで移動した。しかし1973年頃になると、タクシー代がもったいないので日曜・祝日を除いて電車で場所入りした。主に電車で場所入りしたのは渋滞や事故などを心配せず安定して移動できるからであった[2]。
- 幕下時代のある時、蔵前通りをタクシーで移動していたところ、学生運動を取り締まる機動隊に包囲され、このままでは取組に間に合わなくなるだろうと心配した若獅子は車を降りて走って場所入りした[2]。
- 二子岳曰く出不精であり、一時期「彼女が5、6人いる」と言っていた貴ノ花とは対照的であった[2]。
- 1973年9月場所9日目の座談会では、若三杉の健啖家ぶりに関して、部屋で食事をした後、洋食屋、茶漬け屋、焼肉屋をハシゴする、と証言した。若三杉からは「自分のこと言ってる（笑）」と返されている。そんな若獅子の好物は寿司であり、焼肉屋へはあまり行かなかった[2]。

## 主な戦績
- 通算成績：678勝679敗14休　勝率.500（.4996）
- 幕内成績：200勝262敗3休　勝率.433
- 現役在位：114場所
- 幕内在位：31場所
- 三役在位：1場所（小結1場所）
- 三賞：1回
  - 敢闘賞：1回（1976年7月場所）
- 金星：1個（琴櫻1個、1974年1月場所5日目）
- 各段優勝
  - 十両優勝：1回（1981年11月場所）
  - 幕下優勝：1回（1971年9月場所）

### 場所別成績
| | 一月場所 初場所（東京） | 三月場所 春場所（大阪） | 五月場所 夏場所（東京） | 七月場所 名古屋場所（愛知） | 九月場所 秋場所（東京） | 十一月場所 九州場所（福岡） |
| --- | ----------------------- | ----------------------- | ----------------------- | --------------------------- | ----------------------- | --------------------------- |
| 1964年 （昭和39年） | x                       | x                       | （前相撲）              | 東序ノ口11枚目 4–3          | 西序二段104枚目 6–1     | 東序二段34枚目 3–4          |
| 1965年 （昭和40年） | 東序二段51枚目 4–3      | 東序二段23枚目 5–2      | 東三段目81枚目 4–3      | 西三段目55枚目 5–2          | 東三段目21枚目 3–4      | 西三段目29枚目 5–2          |
| 1966年 （昭和41年） | 西三段目3枚目 2–5       | 東三段目25枚目 5–2      | 東幕下96枚目 3–4        | 東三段目5枚目 6–1           | 東幕下63枚目 4–3        | 東幕下52枚目 4–3            |
| 1967年 （昭和42年） | 西幕下48枚目 5–2        | 東幕下30枚目 1–6        | 東三段目11枚目 6–1      | 西幕下40枚目 5–2            | 東幕下25枚目 3–4        | 東幕下28枚目 3–4            |
| 1968年 （昭和43年） | 東幕下36枚目 4–3        | 東幕下27枚目 4–3        | 東幕下23枚目 2–5        | 東幕下37枚目 4–3            | 東幕下31枚目 4–3        | 東幕下24枚目 3–4            |
| 1969年 （昭和44年） | 西幕下29枚目 4–3        | 西幕下20枚目 2–5        | 西幕下31枚目 5–2        | 西幕下20枚目 5–2            | 西幕下8枚目 3–4         | 東幕下12枚目 5–2            |
| 1970年 （昭和45年） | 西幕下6枚目 4–3         | 東幕下5枚目 4–3         | 東幕下3枚目 4–3         | 東幕下筆頭 3–4              | 西幕下4枚目 4–3         | 東幕下2枚目 4–3             |
| 1971年 （昭和46年） | 西十両13枚目 11–4       | 西十両3枚目 7–8         | 西十両6枚目 7–8         | 西十両7枚目 2–4–9           | 東幕下6枚目 優勝 7–0    | 西十両8枚目 8–7             |
| 1972年 （昭和47年） | 西十両4枚目 6–9         | 西十両6枚目 6–9         | 東十両10枚目 7–8        | 東十両12枚目 10–5           | 西十両4枚目 8–7         | 東十両2枚目 10–5            |
| 1973年 （昭和48年） | 西前頭12枚目 5–10       | 西十両3枚目 8–7         | 東十両2枚目 5–10        | 西十両7枚目 9–6             | 西十両2枚目 9–6         | 東前頭12枚目 10–5           |
| 1974年 （昭和49年） | 東前頭3枚目 6–9 ★       | 西前頭6枚目 8–7         | 東前頭2枚目 5–10        | 東前頭7枚目 8–7             | 東前頭4枚目 2–13        | 東十両筆頭 8–7              |
| 1975年 （昭和50年） | 東前頭13枚目 9–6        | 西前頭7枚目 5–10        | 東前頭13枚目 5–10       | 東十両3枚目 9–6             | 西前頭12枚目 10–5       | 東前頭6枚目 6–9             |
| 1976年 （昭和51年） | 西前頭9枚目 6–9         | 西前頭13枚目 11–4       | 西前頭筆頭 5–10         | 東前頭6枚目 11–4 敢         | 東小結 3–12             | 西前頭7枚目 6–9             |
| 1977年 （昭和52年） | 西前頭10枚目 10–5       | 東前頭2枚目 6–9         | 西前頭5枚目 7–8         | 西前頭6枚目 8–7             | 西前頭2枚目 4–11        | 西前頭9枚目 7–8             |
| 1978年 （昭和53年） | 西前頭10枚目 6–9        | 西前頭13枚目 8–7        | 西前頭10枚目 1–14       | 東十両9枚目 8–7             | 東十両6枚目 7–8         | 東十両9枚目 7–8             |
| 1979年 （昭和54年） | 東十両11枚目 8–7        | 西十両9枚目 7–8         | 西十両11枚目 9–6        | 西十両5枚目 7–8             | 東十両7枚目 8–7         | 東十両6枚目 7–8             |
| 1980年 （昭和55年） | 東十両8枚目 7–8         | 東十両10枚目 10–5       | 東十両3枚目 4–11        | 西十両12枚目 8–7            | 西十両7枚目 8–7         | 東十両4枚目 8–7             |
| 1981年 （昭和56年） | 西十両筆頭 5–10         | 東十両7枚目 8–7         | 西十両2枚目 8–7         | 東前頭13枚目 6–9            | 東十両4枚目 8–7         | 東十両2枚目 優勝 11–4       |
| 1982年 （昭和57年） | 西前頭11枚目 6–9        | 東前頭14枚目 6–9        | 西十両2枚目 9–6         | 西前頭14枚目 4–8–3          | 西十両5枚目 6–9         | 東十両9枚目 9–6             |
| 1983年 （昭和58年） | 東十両2枚目 5–10        | 西十両9枚目 5–8–2       | 東幕下2枚目 引退 0–0–0  | x                           | x                       | x                           |
| 各欄の数字は、「勝ち-負け-休場」を示す。 優勝 引退 休場 十両 幕下 三賞：敢=敢闘賞、殊=殊勲賞、技=技能賞 その他：★=金星 番付階級：幕内 - 十両 - 幕下 - 三段目 - 序二段 - 序ノ口 幕内序列：横綱 - 大関 - 関脇 - 小結 - 前頭（「#数字」は各位内の序列） |                         |                         |                         |                             |                         |                             |

### 幕内対戦成績
| 力士名   | 勝数 | 負数 | 力士名   | 勝数 | 負数 | 力士名     | 勝数 | 負数 | 力士名   | 勝数 | 負数 |
| -------- | ---- | ---- | -------- | ---- | ---- | ---------- | ---- | ---- | -------- | ---- | ---- |
| 青葉城   | 6    | 5    | 青葉山   | 3    | 1    | 朝登       | 1    | 0    | 旭國     | 4    | 4    |
| 東洋     | 1    | 3(1) | 天ノ山   | 0    | 2    | 荒勢       | 5    | 7    | 岩波     | 2    | 2    |
| 王湖     | 1    | 0    | 大潮     | 6    | 7    | 大錦       | 5    | 6    | 大ノ海   | 2    | 0    |
| 大鷲     | 4    | 3    | 魁輝     | 2    | 7    | 魁傑       | 0    | 5    | 和錦     | 1    | 0    |
| 金城     | 4    | 3    | 北瀬海   | 8    | 11   | 北の湖     | 0    | 5    | 北の富士 | 1(1) | 0    |
| 騏ノ嵐   | 0    | 1    | 麒麟児   | 3    | 3    | 蔵間       | 5    | 1    | 黒瀬川   | 2    | 0    |
| 黒姫山   | 4    | 7    | 高鉄山   | 1    | 0    | 高望山     | 1    | 1    | 琴風     | 1    | 2    |
| 琴ヶ嶽   | 3    | 1    | 琴櫻     | 1    | 0    | 琴千歳     | 0    | 1    | 琴乃富士 | 3    | 5    |
| 琴若     | 1    | 0    | 小沼     | 1    | 0    | 金剛       | 1    | 4    | 斉須     | 1    | 1    |
| 蔵玉錦   | 2    | 1    | 嗣子鵬   | 0    | 2    | 白田山     | 0    | 3    | 神幸     | 2    | 0    |
| 大峩     | 1    | 2    | 大麒麟   | 1    | 0    | 大受       | 4    | 4    | 大飛     | 4    | 0    |
| 大竜川   | 2    | 3    | 高見山   | 0    | 2    | 多賀竜     | 0    | 1    | 玉輝山   | 5    | 4    |
| 玉ノ富士 | 3    | 6    | 千代櫻   | 2    | 3    | 千代の富士 | 2    | 2    | 出羽の花 | 0    | 4    |
| 天龍     | 3    | 3    | 時葉山   | 0    | 1    | 栃赤城     | 2    | 3    | 栃東     | 5    | 10   |
| 栃剣     | 1    | 1    | 栃富士   | 1    | 0    | 羽黒岩     | 5    | 3    | 長谷川   | 3    | 2    |
| 播竜山   | 7    | 5    | 福の花   | 2    | 4    | 富士櫻     | 4    | 12   | 双津竜   | 2    | 3    |
| 鳳凰     | 0    | 1    | 前の山   | 1    | 0    | 増位山     | 6    | 3    | 舛田山   | 4    | 6    |
| 丸山     | 1    | 0    | 三重ノ海 | 4    | 5    | 陸奥嵐     | 4    | 3    | 豊山     | 3    | 9    |
| 吉王山   | 3    | 1    | 吉の谷   | 2    | 2    | 琉王       | 4    | 1    | 龍虎     | 2    | 3    |
| 若ノ海   | 2    | 6    | 若二瀬   | 0    | 1    | 輪島       | 0    | 8    | 鷲羽山   | 4    | 8    |

## 改名歴
- 和田 耕三郎（わだ こうざぶろう）1964年5月場所（初土俵時）
- 和田ノ花 耕三郎（わだのはな-）1964年7月場所～1967年9月場所
- 和田の花 耕三郎（わだのはな-）1967年11月場所
- 若獅子 茂憲（わかじし しげのり）1968年1月場所～1983年5月場所

## 年寄変遷
- 鳴戸 茂憲（なると しげのり）1983年4月-1983年11月
- 鳴戸 耕三郎（- こうざぶろう）1983年11月-1986年1月
- 峰崎 耕三郎（みねざき -）1986年1月-1986年9月
- 荒汐 耕三郎（あらしお -）1986年9月-1987年1月
- 小野川 耕三郎（おのがわ -）1987年1月-1987年9月
- 千賀ノ浦 耕三郎（ちがのうら -）1987年9月-1988年1月
- 湊川 耕三郎（みなとがわ -）1988年1月-1990年9月
- 花籠 耕三郎（はなかご -）1990年9月-1991年5月
- 竹縄 耕三郎（たけなわ -）1991年5月-1992年5月
- 芝田山 耕三郎（しばたやま -）1992年5月-1993年3月
- 藤島 耕三郎（ふじしま -）1993年3月-1995年11月
- 佐ノ山 耕三郎（さのやま -）1995年11月-1996年7月（廃業）